# Gruffydd ap Maredudd
Gruffydd ap Maredudd († um 1319) war ein walisischer Lord von Deheubarth. 

## Herkunft
Gruffydd ap Maredudd entstammte der Dinefwr-Dynastie. Er war ein Sohn von Maredudd ap Owain, dessen Herrschaft das mittlere Ceredigion umfasste. Nach dem Tod ihres Vaters 1265 teilten Gruffydd und seine Brüder Cynan und Owain die Herrschaft untereinander auf, wobei Trefilan Castle vermutlich der gemeinsame Verwaltungssitz der drei Herrschaften blieb. Als „kümmerliche Häuptlinge“ herrschten sie in Ceredigion südlich des Ystwyth.

## Rolle während der Eroberung von Wales durch König Eduard I.
Gruffydd war wie sein Vater ein Vasall von Llywelyn ap Gruffydd, dem Fürsten von Wales. Während des ersten Feldzugs des englischen Königs Eduard I. unterwarf er sich jedoch wie sein Bruder Cynan im Mai 1277 dem englischen Heerführer Payn de Chaworth. Chaworth schickte ihn nach Worcester, wo er zusammen mit Cynan und den mit ihnen verwandten Lords Rhys Wyndod und Rhys Fychan dem König am 1. Juli Hommage leisten musste. Anschließend musste er sich an den Kämpfen in Westwales beteiligen. Trotz Unterwerfung und Waffenhilfe musste er dennoch die Hälfte seiner Ländereien an den König abtreten, worüber er sich 1278 in einer Petition an die Curia Regis beschwerte. Er akzeptierte auch nicht seine neue Rolle als Vasall des englischen Königs, so dass es zu Konflikten mit Robert de Tibetot, dem königlichen Justitiar von Südwales kam. Tibetot versuchte die Verwaltung zu zentralisieren und akzeptierte nicht das alte walisische Recht. Bereits am 18. Mai 1278 hatte Gruffydd zusammen mit seinem Bruder Cynan und Rhys Wyndod den geschlagenen Llywelyn ap Gruffydd in dessen Residenz Dolwyddelan Castle besucht. Vermutlich Anfang 1282 schloss er sich der Verschwörung von Dafydd ap Gruffydd an und eroberte zusammen mit seinem entfernten Cousin Rhys Fychan durch eine List am 24. März 1282 Aberystwyth Castle. Anschließend setzte er seinen Widerstand gegen die anrückenden englischen Armeen fort. Im September eroberte daraufhin eine königliche Armee, die durch Rhys ap Maredudd unterstützt wurde, Trefilan Castle. Gruffydd konnte knapp entkommen und flüchtete mit seinem Neffen Llywelyn, dem Sohn seines 1275 gestorbenen Bruders Owain, in das Bergland von Gwynedd. Dort unterstützte er weiter den Widerstand von Dafydd ap Gruffydd, ehe auch er sich im Sommer 1283 ergeben musste.  

## Späteres Leben
Gruffydds Ländereien fielen an den König und er wurde in verschiedenen englischen Burgen eingekerkert. Er wurde jedoch nicht als Verräter verurteilt, sondern durfte später als Waliser des Königs am königlichen Hofe leben. Er bezog eine Rente aus dem Gut Edwinstowe in Nottinghamshire und kämpfte während des Feldzugs von 1297 in der königlichen Armee in Flandern. Nach Wales durfte er jedoch nie mehr zurückkehren. 